# SONG IS LOVE
『SONG IS LOVE』（ソング・イズ・ラヴ）は、1976年11月5日に発売されたオフコース（当時の表記はオフ・コース）通算4作目のオリジナル・アルバム。

## 解説
かつて武藤敏史がディレクターを担当していた経緯から、ザ・ジャネットの元メンバー大間ジローと松尾一彦が初参加、箱根ロックウェル・キッチンにて合宿によるレコーディングが行われた。また、「オフコースはオフコース自身にプロデュースさせる」という武藤の方針により、小田和正、鈴木康博の2人がはじめてプロデュースも手がけた。このアルバムについて武藤は「『ワインの匂い』が仕事（音楽）で一所懸命格闘したものであれば、『SONG IS LOVE』は人間的に彼らといろいろ格闘した、という感じがする。とにかく一日中一緒に過ごし、夜になると毎晩のように酒を酌み交わしながら、音楽の話はもとより、様々な話をする。こうしてメンバーの人間的な面に深く触れ合うことができたのは、僕にとっても実に貴重な体験であった」と後のインタビューでこのように語り、「この時期以降、僕もメンバー同様オフコースの一員として、オフコースの音楽に深くのめりこんでしまったと言えそうだ」と当時を振り返っていた。なお、清水仁はこの頃既にサポートメンバーとしてオフコースのライブに参加していたが、当時彼の所属していたザ・バッド・ボーイズの契約上の理由から演奏ではレコーディングに参加していない。代わりにベースを担当したのは、小田が「テクニックだけなら仁でなく彼を選んでいた」と評した小泉良司。
A-6「青春」はライブ・アルバム『秋ゆく街で / オフ・コース・ライヴ・イン・コンサート』に収録されていたが、このアルバムへの収録に際し、歌詞を一部書き換えている。また、後に鈴木が『BeSide』と『FORWARD』でセルフカヴァーした。
B-6「歌を捧げて」のあとに続いて収録されている1分ほどのアウトロは、次作『JUNKTION』のA-1「INVITATION」にイントロとして採用されている。本作では小田のソロ、次作では小田と鈴木が交互に歌っている。また、「歌を捧げて」は後にハイ・ファイ・セットによってカヴァーされたが、この曲は「赤い鳥」とのジョイントで、ボーカル山本潤子のために書かれたもの。当時も、ハイ・ファイ・セットのアルバム「閃光」収録時も、一番の歌詞だけしかなかった。２０００年に小田が八景島シーパラダイスで「カウントダウン・コンサート」を開催した際、ゲストの山本潤子とこの曲をデュエットすることになり、急遽リハーサルの際に二番の歌詞を書いた。
このアルバムにはオフコースとしては珍しく、“僕”の一人称を使用した曲が収録されていない。
このアルバム以降、『FAIRWAY』まで小田はフルートも演奏している。当時、新しい音の広がりを模索していた小田と鈴木は、小学生の頃習っていたバイオリンも候補に挙がったが、「それじゃオダじゃなくサダになる」と小田が嫌がり、代わっていつの間にかフルートをマスターしてきたので驚いたと、ライブのMCで鈴木が語っている。なお、小田自身は「フルートもピアノも独学」とギターブックでのファンからの質問への回答で語っている。
この年、それまで所属していたサブ・ミュージックから独立し、自らのオフィスであるオフコース・カンパニーを設立。また、小田は早稲田大学大学院を卒業、プロのミュージシャンとして活動していくことを決断した。そして、このアルバムに参加していた大間、松尾に加えて、アルバムリリース直後の全国ツアーから清水も正式にサポートメンバーに参加。3人が正式にメンバーとなるのは3年後の1979年からだが、事実上、この年からオフコースは2人組から5人組のバンドへと変わっていく事になる。

## パッケージ、アートワーク
アルバムの帯には以下のキャッチコピーが記載されている。
このアルバムからグラフィック・デザインを木暮溢世が手がけるようになり、ロゴが“SONG IS LOVE”を併せたデザインに統一された。このロゴは「風に吹かれて」までのすべてのアルバムとシングルに継続使用された。

## 収録曲

### SIDE A
1. ランナウェイ  –  (4'18")
鈴木康博  作詞 · 作曲
2. ピロートーク  –  (3'44")
鈴木康博  作詞 · 作曲
3. こころは気紛れ  –  (3'52")
小田和正  作詞 · 作曲
4. ひとりで生きてゆければ  –  (3'43")
小田和正  作詞 · 作曲
5. ひとりよがり  –  (1'38")
鈴木康博  作詞 · 作曲
6. 青春  –  (3'25")
鈴木康博  作詞 · 作曲

### SIDE B
1. めぐる季節  –  (3'55")
小田和正  作詞 · 作曲
2. おもい違い  –  (3'48")
鈴木康博  作詞 · 作曲
3. 青空と人生と  –  (3'13")
小田和正  作詞 · 作曲
4. 恋はさりげなく  –  (2'48")
鈴木康博  作詞 · 作曲
5. 冬が来るまえに  –  (5'47")
小田和正  作詞 · 作曲
6. 歌を捧げて  –  (3'14")
小田和正  作詞 · 作曲

歌 · 編曲：オフ・コース

## クレジット
| A-1 : ランナウェイ           |                                                                                  |
| YASUHIRO SUZUKI :            | - Lead Vocal, Chorus - Electric Guitar - Cabasa - Mokugyo                        |
| KAZUMASA ODA :               | - Vocal, Chorus - Electric Piano - Acoustic Piano - Moog Synthesizer             |
| JIRO ŌMA :                   | - Drums - Cowbell - Bongos - Shaker                                              |
| RYOJI KOIZUMI :              | Electric Bass                                                                    |
|                              |                                                                                  |
| A-2 : ピロートーク           |                                                                                  |
| YASUHIRO SUZUKI :            | - Lead Vocal, Chorus - Electric Guitar - Cabasa                                  |
| KAZUMASA ODA :               | - Chorus - Electric Piano - Flute                                                |
| JIRO ŌMA :                   | Drums                                                                            |
| RYOJI KOIZUMI :              | Electric Bass                                                                    |
| KAZUHIKO MATSUO :            | - Acoustic Guitar - Tambourine                                                   |
| TOSHIFUMI MUTOH :            | - Recorder - Finger Cymbal - Mokugyo                                             |
|                              |                                                                                  |
| A-3 : こころは気紛れ         |                                                                                  |
| KAZUMASA ODA :               | - Lead Vocal, Chorus - Electric Piano                                            |
| YASUHIRO SUZUKI :            | - Chorus - Electric Guitar - Acoustic Guitar                                     |
| JIRO OMA :                   | - Drums - Tambourine                                                             |
| RYOJI KOIZUMI :              | Electric Bass                                                                    |
| KAZUHIKO MATSUO :            | Harmonica                                                                        |
|                              |                                                                                  |
| A-4 : ひとりで生きてゆければ |                                                                                  |
| KAZUMASA ODA :               | - Lead Vocal, Chorus - Electric Piano - Acoustic Piano - Hammond Organ - Hooring |
| YASUHIRO SUZUKI :            | - Vocal, Chorus - Gut Guitar - Harmonica - Mokugyo                               |
| HIROSHI SHIGEMI :            | Electric Bass                                                                    |
| JIRO ŌMA :                   | - Drums - Triangle                                                               |
|                              |                                                                                  |
| A-5 : ひとりよがり           |                                                                                  |
| YASUHIRO SUZUKI :            | - Lead Vocal, Chorus - Aoustic Guitar - Gut Guitar - Drums - Glove & Ball        |
| KAZUMASA ODA :               | - Chorus - Acoustic Piano - Moog Synthesizer                                     |
| JIRO ŌMA :                   | Congas                                                                           |
| RYOJI KOIZUMI :              | Kussy, Guiro                                                                     |
| KAZUHIKO MATSUO :            | Noodle Cup                                                                       |
|                              |                                                                                  |
| A-6 : 青春                   |                                                                                  |
| YASUHIRO SUZUKI :            | - Lead Vocal, Chorus - Electric Guitar - Gut Guitar - Mokugyo - Cabasa           |
| KAZUMASA ODA :               | - Vocal, Chorus - Electric Piano - Hammond Organ - Flute                         |
| JIRO ŌMA :                   | Drums                                                                            |
| RYOJI KOIZUMI :              | Electric Bass                                                                    |
| KAZUHIKO MATSUO :            | Harmonica                                                                        |

| B-1 : めぐる季節                                                 |                                                                             |
| KAZUMASA ODA :                                                   | - Lead Vocal, Chorus - Electric Piano - Flute - Moog Synthesizer            |
| YASUHIRO SUZUKI :                                                | - Vocal, Chorus - Electric Guitar - Acoustic Guitar - Gut Guitar - Triangle |
| JIRO ŌMA :                                                       | - Drums - Tambourine                                                        |
| RYOJI KOIZUMI :                                                  | Electric Bass                                                               |
| KAZUHIKO MATSUO :                                                | Harmonica                                                                   |
|                                                                  |                                                                             |
| B-2 : おもい違い                                                 |                                                                             |
| YASUHIRO SUZUKI :                                                | - Lead Vocal, Chorus - Aoustic Guitar - Electric Guitar                     |
| KAZUMASA ODA :                                                   | - Chorus - Electric Piano                                                   |
| JIRO ŌMA :                                                       | Drums                                                                       |
| RYOJI KOIZUMI :                                                  | Electric Bass                                                               |
| KAZUHIKO MATSUO :                                                | Bongos, Cabasa                                                              |
| - Delightful Chorus - YASU, KAZU, JIRO, KAZUHIKO, RYOJI, HITOSHI |                                                                             |
|                                                                  |                                                                             |
| B-3 : 青空と人生と                                               |                                                                             |
| KAZUMASA ODA :                                                   | - Lead Vocal, Chorus - Electric Piano - Acoustic Piano                      |
| YASUHIRO SUZUKI :                                                | - Vocal, Chorus - Acoustic Guitar - Gut Guitar - Electric Guitar - Triangle |
| TOSHIFUMI MUTOH :                                                | Dambo                                                                       |
| - Strings arranged by - YASUHIRO SUZUKI - KAZUMASA ODA           |                                                                             |
|                                                                  |                                                                             |
| B-4 : 恋はさりげなく                                             |                                                                             |
| YASUHIRO SUZUKI                                                  | - Lead Vocal, Chorus - Gut Guitar                                           |
| KAZUMASA ODA :                                                   | - Chorus - Electric Piano - Acoustic Piano - Flute                          |
| JIRO ŌMA :                                                       | - Drums - Guiro                                                             |
| RYOJI KOIZUMI :                                                  | Electric Bass                                                               |
| KAZUHIKO MATSUO :                                                | Harmonica, Bongos                                                           |
|                                                                  |                                                                             |
| B-5 : 冬が来るまえに                                             |                                                                             |
| KAZUMASA ODA :                                                   | - Lead Vocal, Chorus - Acoustic Piano                                       |
| YASUHIRO SUZUKI :                                                | - Chorus - Electric Guitar                                                  |
| JIRO ŌMA :                                                       | Drums                                                                       |
| RYOJI KOIZUMI :                                                  | Electric Bass                                                               |
| - Strings arranged by - KAZUMASA ODA                             |                                                                             |
|                                                                  |                                                                             |
| B-6 : 歌を捧げて                                                 |                                                                             |
| KAZUMASA ODA :                                                   | - Lead Vocal, Chorus - Vibraphone                                           |
| YASUHIRO SUZUKI :                                                | Vocal, Chorus                                                               |

### スタッフ
| Keyboards & Flute KAZUMASA ODA                                                            |
| Guitars & Drums YASUHIRO SUZUKI                                                           |
| Drums & Percussions HITOSE “Jiro” OMA                                                     |
| Electric Bass & Percussions RYOJI KOIZUMI                                                 |
| Harmonica & Guitars KAZUHIKO MATSUO                                                       |
|                                                                                           |
| Produced by TOSHIFUMI MUTOH KAZUMASA ODA, YASUHIRO SUZUKI                                 |
| Arranged by OFF COURSE                                                                    |
| Engineer KENJI MURATA, RYOJI HACHIYA MASAKAZU KAWAMURA, KENICHI YAMAGUCHI, YOSHIO OKAZAKI |
| Graphic Concept, Design & Photography ISSEY KOGURE                                        |
|                                                                                           |
| Recorded at ROCKWELL KITCHEN in Hakone from August 15 to September 2,1976.                |
| Remixed at TOSHIBA EMI STUDIO 1.                                                          |
| Thanks to JIN TERADA (ROCKWELL KITCHEN)                                                   |

## TOCT-25635, TOCT-95035

### 解説
2005年、レコード・デビュー35周年にあわせ“オリジナル・アルバム15タイトル紙ジャケット・シリーズ”としてエキスプレス・レーベル在籍中のオリジナル作品がリイシュー。24ビット・デジタル・リマスタリング、オリジナルLP装丁を復刻した紙ジャケット仕様にてリリースされた。2009年にはSHM-CDフォーマット、通常のプラ・ケース仕様で再発された。

### 収録曲
1. ランナウェイ
2. ピロートーク
3. こころは気紛れ
4. ひとりで生きてゆければ
5. ひとりよがり
6. 青春
7. めぐる季節
8. おもい違い
9. 青空と人生と
10. 恋はさりげなく
11. 冬が来るまえに
12. 歌を捧げて

### クレジット
- リマスタリング・エンジニア：行方洋一
- ジャケット資料協力：喜多雅美 (サウンドステーション)
- ライナーノーツ：田家秀樹

## リリース履歴
| #  | 発売日         | リリース                                 | 規格   | 品番       | 備考 |
| -- | -------------- | ---------------------------------------- | ------ | ---------- | --- |
| 1  | 1976年11月5日  | エキスプレス ⁄ 東芝EMI                   | LP     | ETP-72212  | |
| 2  | 1979年         | エキスプレス ⁄ 東芝EMI                   | CT     | ZT25-322   | |
| 3  | 1983年11月21日 | エキスプレス ⁄ 東芝EMI                   | CD     | CA35-1041  | 初CD化（以降全てアーティスト非監修による再発）。                                                            |
| 4  | 1985年9月28日  | エキスプレス ⁄ 東芝EMI                   | CD     | CA32-1159  | 品番および価格改定。                                                                                        |
| 5  | 1987年7月5日   | エキスプレス ⁄ 東芝EMI                   | CD     | CA25-1484  | オリジナル・アルバム+ボーナス・ディスクの12枚組CD-BOX『OFF COURSE BOX』(CA25-1480~1490)の中の1枚。          |
| 5  | 1987年7月5日   | エキスプレス ⁄ 東芝EMI                   | CT     | ZH22-1854  | オリジナル・アルバム+ボーナス・カセットの12本組カセットBOX『OFF COURSE BOX』(ZH22-1850-60)の中の1本。       |
| 6  | 1991年6月7日   | エキスプレス ⁄ 東芝EMI                   | CD     | TOCT-6204  | |
| 7  | 1992年6月24日  | エキスプレス ⁄ 東芝EMI                   | CD     | TOCT-6563  | 音蔵シリーズでの再発。                                                                                      |
| 8  | 1998年2月25日  | エキスプレス ⁄ 東芝EMI                   | CD     | TOCT-10087 | Q盤シリーズでの再発。                                                                                       |
| 9  | 1998年11月18日 | エキスプレス ⁄ 東芝EMI                   | CD     | TOCT-10545 | オリジナル・アルバム+ライブ・アルバム全13タイトルの14枚組CD-BOX『OFF COURSE BOX』(TOCT-10542~55)の中の1枚。 |
| 10 | 2001年9月7日   | エキスプレス ⁄ 東芝EMI                   | CD     | TOCT-10775 | スーパーリマスタリングシリーズでの再発。                                                                    |
| 11 | 2005年3月24日  | エキスプレス ⁄ 東芝EMI                   | CD     | TOCT-25635 | 紙ジャケット仕様。24ビット・デジタル・リマスタリング音源による再発。                                        |
| 12 | 2009年1月21日  | エキスプレス ⁄ EMIミュージック・ジャパン | SHM-CD | TOCT-95035 | |